# Сундарбан
 Тази статия е за географската област.  За защитената територия в Бангладеш вижте Сундарбан (Бангладеш).  За защитената територия в Индия вижте Сундарбан (Индия).
Сундарба́н (на английски: Sundarbans; на бенгалски: সুন্দরবন) е най-голямата по територия мангрова гора на Земята.
Разположена е при делтата на река Ганг между Индия и Бангладеш, в крайбрежния регион на Бенгалския залив. Отдалечената от Индийския океан част на Сундарбан е покрита от сезонно затопляни сладководни блатни гори. Територията на Сундарбан е около 10 000 km2, от които 6000 km2 попадат в Бангладеш От 21 май 1992 г. Сундарбан е признат за Рамсарки обект от екологическо значение. През 1997 г. Сундарбан е включен в списъка на световното културно и природно наследство на ЮНЕСКО. Макар частите на Сундарбан, принадлежащи на Индия и Бангладеш, да са част от една и съща екосистема, в списъка те са внесени поотделно, като Сундарбан и Национален парк Сундарбан. На територията на Сундарбан е разположена гъста мрежа от приливни канали и малки острови с мангрови гъсталаци. Регионът е обитаван от бенгалски тигри, читали, змии, много видове птици, речни делфини и соленоводни крокодили. По данни от 2010 г., регионът е обитаван от около 500 бенгалски тигъра и около 30 000 читала.
Плодородните почви на делтата на Ганг в продължение на много векове са подложени на интензивно култивиране, в резултат на което са се съхранили само малки анклави от изначалната горска покривка. Сундарбан изпълнява важна функция на бариера, защитаваща милионите жители на Калкута и района от циклони.

## Етимология
Названието Сундарбан се превежда от бенгалски буквално като „красиви джунгли“ или „красиви гори“. Според друга версия,то произлиза от дърветата сундари (Heritiera littoralis), които растат там в голямо количество.

## История
Историята на района може да се проследи до 300 – 300 г. пр.н.е. Останките на град са намерени в горския участък Багхмата. По време на моголския период, моголските крале дават под наем горите на близкото население. Много престъпници се укриват в Сундарбан от настъпващите армии на Акбар Велики. Много от тях биват нападани от тигри. Много от сградите, които са построени по това време, по-късно попадат в ръцете на португалски пирати, контрабандисти на сол и бандити през 17 век. Доказателства за тези факти могат да бъдат намерени в руините при Нетидхопани и други места, разпръснати сред Сундарбан. Легалният статут на горите претърпява ред промени, включително признаването ѝ като първата мангрова гора в света под научно управление. Районът е картографиран за пръв път на персийски през 1764 г., след като Британската източноиндийска компания взема права на собственост от моголския император Аламгир II през 1757 г. Систематичното управление на горите започва през 1860-те години, след като е основан Горски отдел в провинция Бенгал в Британска Индия. Управлението е установено така, че да се извличат всякакви налични ресурси, но трудът е основно управляван от местните, тъй като британците нямат експертиза и опит в мангрови гори. Първият горски отдел, имащ юрисдикция над Сундарбан, е основан през 1869 г. През 1875 г. голяма част от мангровите гори е обявена за резерват. Останалите части от гората са обявени за резерват на следващата година. През 1911 г. Сундарбан е участък, който все още не е изследван напълно и на негова територия не е провеждано преброяване на населението. Опитите са повторна култивиране на района са неуспешни, поради неблагоприятните природни дадености.

## География
Горите на Сундарбан са разположени в широката делта в Бенгалския залив, образувана от вливането на реките Ганг, Хугли, Падма, Брахмапутра и Мегхна в южната част на Бангладеш. Сезонно наводняваните сладководни блатни гори се намират навътре към сушата, за разлика от крайбрежните мангрови гори. Горите покриват около 10 000 km2, от които 6000 km2 са в Бангладеш. Индийската част от Сундарбан е с площ от около 4110 km2, от които около 1700 km2 са заети от водоеми като реки, канали и потоци с различна ширина, варираща от няколко метра до няколко километра.
Горите на Сундарбан са пресечени от сложна мрежа приливни водни пътища, малки острови и мангрови гори, толерантни към солена вода. Взаимосвързаната мрежа от водни пътища прави почти всеки кът от гората достъпен за лодки. Плодородните почви на делтата на Ганг в продължение на много векове са подложени на интензивно култивиране, в резултат на което са се съхранили само малки анклави от изначалната горска покривка.
Районът покрай Бенгалския залив е еволюирал в продължение на хиляди години чрез естествено отлагане на седименти от горните течения, комбинирано с между приливна сегрегация. Физическата география се характеризира от делтовидни образувания, включващи многобройни отточни линии, свързани с повърхностни подводни насипи. Има гранични тресавища, разположени над средното приливно ниво, приливни пясъчни наноси и острови със свои собствени мрежи от приливни канали. Нивото на Сундарбан варира от 0,9 до 2,11 m над морското равнище.
Биотичните фактори тук играят значителна роля във физическата крайбрежна еволюция, а за животинския свят са се развили разнообразни хабитати, включително плажове, естуари, постоянни и сезонни блата, приливни наноси, потоци, крайбрежни дюни и други. Самата мангрова растителност подпомага образуването на нова суша, а междуприливната растителност играе важна роля в блатната морфология. Дейностите на мангровата фауна създават микроморфологични образувания, които хващат и задържат седименти, образувайки субстрати за мангрови семена. Морфологията и еволюцията на ерозионните дюни се контролират от изобилието от ксерофитни и халофитни растения.

## Флора
Общо 245 рода и 334 растителни вида са записани от Дейвид Прейн през 1903 г. Докато повечето от мангровите гори в другите части на света се характеризират с членове на Rhizophoraceae или Combretaceae, горите на Бангладеш се доминират от Malvaceae и Euphorbiaceae. Флора на Сундарбан се характеризира с изобилие на Heritiera fomes, Excoecaria agallocha, Ceriops decandra и Sonneratia apetala, които се срещат навсякъде из района. Особеното дърво за тази гора е Heritiera littoralis (също наричано „сундари“), от което вероятно произлиза и името на гората

## Фауна
Сундарбан предоставя уникална екосистема и хабитат за богат животински свят. 
Според преброявания от 2011 и 2015 г., в Сундарбан живеят около 180 тигъра (106 в Бангладеш и 74 в Индия). По-ранните оценки са много по-високи. За най-скорошните преброявания са използвани фотокапани и подобрена методология с по-точни резултати. Нападенията от тигри в района са чести.
Мангровите гори тук са важен преход от морските към сладководните наземни системи и предоставят критичен хабитат за много видове риби, раци, скариди и други ракообразни, които се адаптират да се хранят, подслоняват и възпроизвеждат сред заплетените корени. Има изобилие на видовете котка рибар, дива свиня, читал, тръстикова котка, макаци, люспеници и летящи лисици.
Проучване от 1991 г. разкрива, че индийската част на Сундарбан поддържа разнообразни биологични ресурси, сред които поне 150 вида търговско значима риба, 270 вида птици, 42 вида бозайници, 35 вида влечуги и 8 вида земноводни, въпреки че все още се откриват нови видове. Това представлява значителна част от наличните видове в Бангладеш (около 30% от влечугите, 37% от птиците и 34% от бозайниците) и включва много видове, които вече са изчезнали от другите части на страната. Два вида земноводни, 14 вида влечуги, 25 вида птици и 5 вида бозайници са застрашени. Сундарбан е важна зона за зимуване на прелетни водни птици и е подходящ район за наблюдение и изучаване на птиците.

## Застрашени видове
Горските описи разкриват упадък сред наличния обем на двата основни дървесни вида: Heritiera и Excoecaria agallocha, които са намалели съответно с 40% и 45% между 1959 и 1983 г. Въпреки пълната забрана за убийства и хващане на видове, освен риба и някои безгръбначни, изглежда, че има постепенна загуба на видове и биоразнообразие (поне шест бозайника и едно влечуго) през 20 век и че екологичното качество на първоначалните мангрови гори търпи спад.
Застрашените видове, живеещи в Сундарбан, включват бенгалски тигър, соленоводен крокодил, батагур, маслинова ридлея, гангски делфин, ястребоклюна морска костенурка, качулата тънкотела маймуна, гладкокосместа видра, азиатска късоноктеста видра, цивета и други. Някои видове като свиневиден елен, воден бивол, барасинга, явански носорог, индийски носорог и индийски крокодил започват да изчезват в Сундарбан към средата на 20 век, поради мащабно бракониерство.